# Heliophora
Heliophora is een geslacht van zee-egels uit de familie Rotulidae.

## Soorten
- Heliophora orbiculus (Linnaeus, 1758)